# Les XX

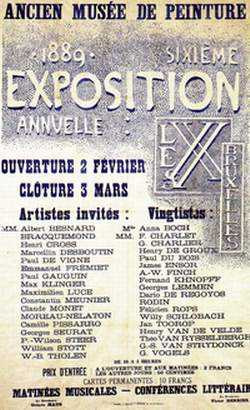
Plakat z szóstej wystawy Les XX z 1889, autorstwa Théo van Rysselberghe'a.

Les XX (pol. Dwudziestu) – ugrupowanie belgijskich malarzy, projektantów i rzeźbiarzy, założone w 1883 przez brukselskiego prawnika, publicystę i przedsiębiorcę Octave'a Mausa. Przez dziesięć lat Les Vingt, jak sami siebie nazywali, organizowali coroczne wystawy swoich dzieł; do udziału w wystawach zapraszano ponadto dwudziestu artystów z różnych krajów. Wśród zapraszanych artystów byli: Camille Pissarro, Claude Monet, Georges Seurat, Paul Gauguin, Paul Cézanne i Vincent van Gogh. 
Logo wystawowe zaprojektował Fernand Khnopff.
Ugrupowanie Les XX było sukcesorem wcześniejszych ugrupowań artystycznych: la Société libre des beaux-arts (założonego w 1868 roku) i l’Essor (założonego w 1876 roku). Odrzucenie w 1883 roku przez salon L'Essor dzieła Jamesa Ensora The Oyster Eater (1883), będącego następstwem wcześniejszego odrzucenia tej pracy przez Salon Antwerpski, było jednym z wydarzeń prowadzących do powstania Les XX.
W 1893 roku Les XX przekształciło się w La Libre Esthétique.

## Historia
Ugrupowanie zostało powołane do życia 28 października 1883 roku w restauracji Guillaume, położonej przy place du Musée w Brukseli. W latach 1884–1893 Les XX organizowało coroczne wystawy, zwykle w okresie od stycznia do marca. Nie miało prezesa ani organu kierowniczego. Ugrupowanie założyli artyści tworzący organizację L’Essor ('Rozkwit'), niezadowoleni z prowadzonej przez nią polityki. W skład ugrupowania weszli: Franz Charlet, Guillaume Vogels, Jean Delvin, Paul Du Bois, James Ensor, Charles Goethals, Fernand Khnopff, Périclès Pantazis, Franz Simons, Gustave Vanaise, Théo van Rysselberghe, Guillaume Van Strydonck, Théodore Verstraete, do których dołączyli następnie: Willy Finch, Dario de Regoyos, Achille Chainaye, Jef Lambeaux, Willy Schlobach, Piet Verhaert i Rodolphe-Paul Wytsman. Sekretarzem ugrupowania został Octave Maus. Naczelnym hasłem Les XX było: "równość wśród artystów, żadnej hierarchii, żadnej szkoły" (fr. "l’égalité entre les artistes, pas de hiérarchie, pas d’école").

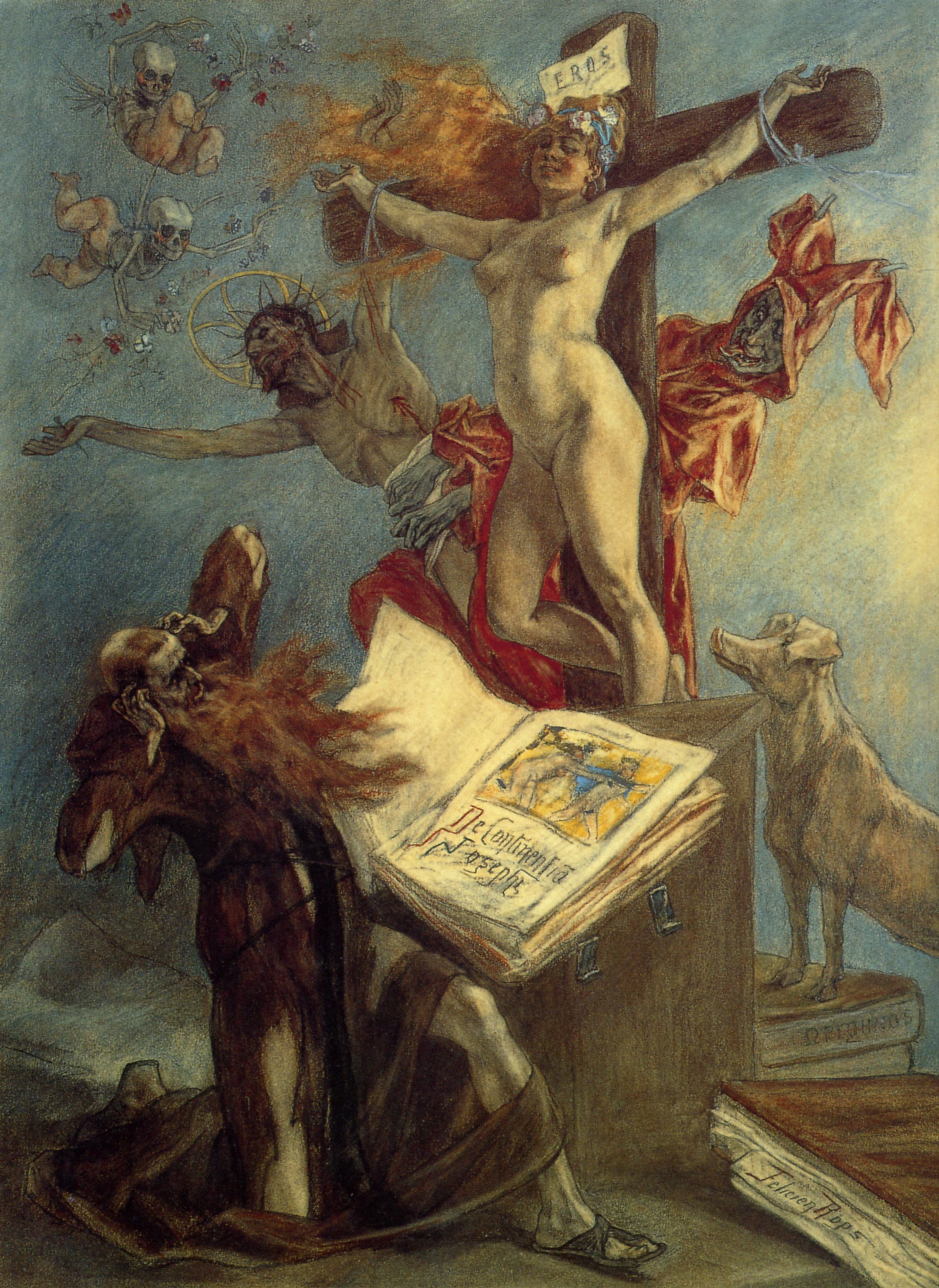
Kuszenie św. Antoniego, obraz, który wywołał skandal na inauguracyjnej wystawie Les XX w 1884 roku (Félicien Rops, 1878, Biblioteka Królewska Belgii)

Maus swe idee związane ze sztuką nowoczesną rozpowszechniał na łamach periodyku L'Art Moderne (1881–1914), który założył razem ze swym przyjacielem, prawnikiem Edmondem Picardem. Obaj atakowali przywiązana do tradycji Akademię i konserwatywne salony, nawołując do wprowadzenia sztuki do codziennego życia. Niektórzy konserwatywni członkowie Les XX, niezadowoleni z ostrej krytyki, którą wywołała prowokacyjna retoryka, uprawiana przez wydawców L'Art Moderne, opuścili szeregi ugrupowania. Ich miejsce zajęli inni artyści, w tym Belgowie: Anna Boch, Félicien Rops, Henry van de Velde i Isidor Verheyden, Francuzi: Auguste Rodin i Paul Signac oraz Holender Jan Toorop. W sumie przez grupę w ciągu swego 10 lat jej istnienia przewinęło się 32 członków. W inauguracyjnej wystawie wzięło udział 126 artystów, zarówno uznanych, jak i dopiero zdobywających rozgłos. Znaleźli się wśród nich czołowi reprezentanci wszystkich kierunków i stylów składających się wówczas na sztukę nowoczesną, takich jak: impresjonizm (Claude Monet, Camille Pissarro, Auguste Renoir, Auguste Rodin, James McNeill Whistler), cloisonizm (Émile Bernard i Louis Anquetin), neoimpresjonizm (Georges Seurat i Paul Signac), symbolizm (Odilon Redon), syntetyzm (Paul Gauguin), nabizm (Maurice Denis) i postimpresjonizm (Henri de Toulouse-Lautrec, Paul Cézanne i Vincent van Gogh). 
Koncerty muzyczne organizowane w ramach wystaw w latach 1888–1894, należały do najbardziej innowacyjnych w Europie. Salony wystawowe utrzymywane przez Les XX wywierały wpływ na kraje sąsiednie, w tym na wystawy w Amsterdamie i Paryżu
W 1892 roku na wystawach pojawiło się rzemiosło artystyczne. Po rozwiązaniu grupy w 1893 roku Maus i van Rysselberghe kontynuowali działalność w nowym stowarzyszeniu, La Libre Esthétique, które kładło jeszcze większy nacisk na rzemiosło artystyczne. Malarstwo, rzeźba, meble i sztuka użytkowa uzyskały równy status. Na pierwszej wystawie zaprezentowano prace angielskich artystów spod znaku Arts and Crafts Movement: Williama Morrisa, Waltera Crane'a Thomasa Jamesa Cobden-Sandersona i Charlesa Roberta Ashbee oraz ilustracje książkowe Aubreya Beardsleya. Wystawę uzupełniały obrazy de Toulouse-Lautreca i Seurata, a podczas jej otwarcia zabrzmiała muzyka Claude'a Debussy'ego. Rezultatem tego eksperymentu i wymiany idei było powstanie secesji, najpierw w Brukseli, dzięki pracom Victora Horty i Henry'ego van de Velde. Ten nowy ruch został entuzjastycznie poparty przez L'Art Moderne. 
Dzięki ugrupowaniu Les XX, otwartemu na ówczesne kierunki w sztuce (impresjonizm, postimpresjonizm, symbolizm) Belgia stała się ośrodkiem awangardy artystycznej, a Les XX stało się ważnym przykładem dla wielu ugrupowań artystycznych, które nastały po nim, np. Secesji Wiedeńskiej